# Sensibilitatea plantelor
Sensibilitatea plantelor este un film românesc din 1984 regizat de Mircea Popescu.